# Manjo
Manjo é uma cidade dos Camarões localizada na província de Litoral.